# البطولة الوطنية المجرية للسيدات
البطولة الوطنية المجرية للسيدات (Nemzeti Bajnokság I) هو دوري كرة يد احترافي للسيدات في المجر تأسس في 1951 يلعب فيه 12 فريقا. يعتبر نادي فاساس هو الأكثر فوزا به وذلك برصيد 15 بطولة.

## وصلات خارجية
- الموقع الرسمي